# Бродус (Монтана)
Бродус (англ. Broadus) — місто (англ. town) в США, в окрузі Роудер-Рівер штату Монтана. Населення — 456 осіб (2020).

## Географія
Бродус розташований за координатами 45°26′35″ пн. ш. 105°24′29″ зх. д. / 45.44306° пн. ш. 105.40806° зх. д. (45.443039, -105.408155).  За даними Бюро перепису населення США в 2010 році місто мало площу 0,89 км², уся площа — суходіл.

### Клімат
| Клімат : Бродус                          | Клімат : Бродус | Клімат : Бродус | Клімат : Бродус | Клімат : Бродус | Клімат : Бродус | Клімат : Бродус | Клімат : Бродус | Клімат : Бродус | Клімат : Бродус | Клімат : Бродус | Клімат : Бродус | Клімат : Бродус | Клімат : Бродус |
| Показник                                 | Січ.            | Лют.            | Бер.            | Квіт.           | Трав.           | Черв.           | Лип.            | Серп.           | Вер.            | Жовт.           | Лист.           | Груд.           | Рік             |
| Абсолютний максимум, °C                  | 21,1            | 23,9            | 28,3            | 33,9            | 38,3            | 42,2            | 42,2            | 41,1            | 40,0            | 35,0            | 26,7            | 20,6            | 42,2            |
| Середній максимум, °C                    | 0,3             | 3,3             | 8,2             | 14,8            | 20,3            | 25,6            | 30,9            | 30,4            | 23,9            | 16,9            | 7,6             | 2,1             | 15,4            |
| Середній мінімум, °C                     | −13,7           | −10,8           | −6,2            | −0,4            | 5,2             | 10,2            | 13,4            | 11,9            | 5,9             | −0,1            | −6,8            | −11,9           | −0,2            |
| Абсолютний мінімум, °C                   | −38,9           | −40             | −38,3           | −17,2           | −10,6           | −0,6            | 1,7             | −2,2            | −8,9            | −24,4           | −33,3           | −43,9           | −43,9           |
| Норма опадів, мм                         | 12              | 11              | 20              | 39              | 61              | 69              | 38              | 26              | 28              | 25              | 15              | 12              | 357             |
| ---------------------------------------- | --------------- | --------------- | --------------- | --------------- | --------------- | --------------- | --------------- | --------------- | --------------- | --------------- | --------------- | --------------- | --------------- |
| Джерело: Western Regional Climate Center |                 |                 |                 |                 |                 |                 |                 |                 |                 |                 |                 |                 |                 |

## Демографія
Згідно з переписом 2010 року, у місті мешкало 468 осіб у 218 домогосподарствах у складі 114 родин. Густота населення становила 528 осіб/км².  Було 254 помешкання (287/км²).
Расовий склад населення:
| - 95,1 % — білих - 0,6 % — корінних американців - 0,4 % — азіатів - 1,7 % — осіб інших рас |

До двох чи більше рас належало 2,1 %. Частка іспаномовних становила 3,0 % від усіх жителів.
За віковим діапазоном населення розподілялося таким чином: 20,3 % — особи молодші 18 років, 47,4 % — особи у віці 18—64 років, 32,3 % — особи у віці 65 років та старші. Медіана віку мешканця становила 51,3 року. На 100 осіб жіночої статі у місті припадало 85,7 чоловіків;  на 100 жінок у віці від 18 років та старших — 82,0 чоловіків також старших 18 років.
Середній дохід на одне домашнє господарство  становив 49 667 доларів США (медіана — 44 583), а середній дохід на одну сім'ю — 69 172 долари (медіана — 58 333). Медіана доходів становила 46 250 доларів для чоловіків та 35 694 долари для жінок. За межею бідності перебувало 9,0 % осіб, у тому числі 0,0 % дітей у віці до 18 років та 18,0 % осіб у віці 65 років та старших.
Цивільне працевлаштоване населення становило 210 осіб. Основні галузі зайнятості: освіта, охорона здоров'я та соціальна допомога — 23,8 %, роздрібна торгівля — 17,6 %, сільське господарство, лісництво, риболовля — 13,8 %, публічна адміністрація — 11,4 %.